# Wilhelm Arent
Wilhelm Arent, född den 7 mars 1864 i Berlin, död efter 1913, var en tysk skald. 
Arent var till yrket skådespelare och tillhör den grupp av unga lyriker som i mitten av 1880-talet uppträdde med stort självförtroende för att reformera den tyska poesin i realistisk riktning. Han presenterade 1885 sig själv och sina meningsfränder i antologin Moderne Dichter-Charaktere med bidrag av 22 poeter (en ny upplaga kom 1886 under titeln Jungdeutschland).
Bland Arents diktsamlingar kan nämnas Lieder des Leids (1883), Aus tiefster Seele (1885), Violen der Nacht (2 band, 1891–1892) och Irrflammen (1893). Eugène Fahlstedt ger i Nordisk Familjebok Arent omdömet att han "finner äkta lyriska toner, särskildt i svårmodigt veka naturbilder och i drömmande kärlekssånger; men merendels äro hans dikter något uppstyltade och ej konstnärligt genomarbetade."